# Pallanuoto ai Giochi della XXVIII Olimpiade - Torneo maschile
Il 24º torneo olimpico maschile di pallanuoto si è svolto nell'ambito dei Giochi di Atene 2004. Le gare si sono disputate dal 15 al 29 agosto nell'Olympic Aquatic Park.
La formula è leggermente cambiata rispetto alle precedenti edizioni: le prime classificate dei gironi preliminari si sono qualificate direttamente per le semifinali, mentre le seconde e le terze hanno affrontato i quarti.
La nazionale ungherese ha conquistato il suo secondo titolo consecutivo, l'ottavo in assoluto, battendo in finale la Serbia e Montenegro. La Russia è salita sul gradino più basso del podio superando i padroni di casa della Grecia.

## Fase preliminare

### Gruppo A
|    | Squadra             | Pti | G | V | P | S | GF | GS | Diff |
| -- | ------------------- | --- | - | - | - | - | -- | -- | ---- |
| 1. | Ungheria            | 10  | 5 | 5 | 0 | 0 | 44 | 27 | +17  |
| 2. | Serbia e Montenegro | 8   | 5 | 4 | 0 | 1 | 37 | 26 | +11  |
| 3. | Russia              | 6   | 5 | 3 | 0 | 2 | 32 | 28 | +16  |
| 4. | Stati Uniti         | 4   | 5 | 2 | 0 | 3 | 32 | 37 | -5   |
| 5. | Croazia             | 2   | 5 | 1 | 0 | 4 | 35 | 41 | -6   |
| 6. | Kazakistan          | 0   | 5 | 0 | 0 | 5 | 21 | 42 | -21  |

| Data      | Ora   | Partita             | Partita | Partita             |
| --------- | ----- | ------------------- | ------- | ------------------- |
| 15 agosto | 10:45 | Russia              | 5 - 2   | Kazakistan          |
| 15 agosto | 16:30 | Ungheria            | 6 - 4   | Serbia e Montenegro |
| 15 agosto | 22:15 | Stati Uniti         | 7 - 6   | Croazia             |
| 17 agosto | 16:30 | Stati Uniti         | 9 - 6   | Kazakistan          |
| 17 agosto | 17:45 | Serbia e Montenegro | 4 - 3   | Russia              |
| 17 agosto | 22:15 | Ungheria            | 10 - 8  | Croazia             |
| 19 agosto | 09:30 | Serbia e Montenegro | 9 - 5   | Kazakistan          |
| 19 agosto | 10:45 | Ungheria            | 7 - 5   | Stati Uniti         |
| 19 agosto | 22:15 | Russia              | 9 - 8   | Croazia             |
| 21 agosto | 09:30 | Ungheria            | 14 - 4  | Kazakistan          |
| 21 agosto | 21:00 | Serbia e Montenegro | 11 - 8  | Croazia             |
| 21 agosto | 10:45 | Russia              | 9 - 7   | Stati Uniti         |
| 23 agosto | 10:45 | Croazia             | 5 - 4   | Kazakistan          |
| 23 agosto | 18:15 | Ungheria            | 7 - 6   | Russia              |
| 23 agosto | 21:00 | Serbia e Montenegro | 9 - 4   | Stati Uniti         |

### Gruppo B
|    | Squadra   | Pti | G | V | P | S | GF | GS | Diff |
| -- | --------- | --- | - | - | - | - | -- | -- | ---- |
| 1. | Grecia    | 8   | 5 | 4 | 0 | 1 | 43 | 27 | +16  |
| 2. | Germania  | 7   | 5 | 3 | 1 | 1 | 40 | 28 | +12  |
| 3. | Spagna    | 6   | 5 | 3 | 0 | 2 | 35 | 31 | +4   |
| 4. | Italia    | 6   | 5 | 3 | 0 | 2 | 39 | 24 | +15  |
| 5. | Australia | 3   | 5 | 1 | 1 | 3 | 37 | 35 | +2   |
| 6. | Egitto    | 0   | 5 | 0 | 0 | 5 | 18 | 67 | -49  |

| Data      | Ora   | Partita   | Partita | Partita   |
| --------- | ----- | --------- | ------- | --------- |
| 15 agosto | 09:30 | Australia | 14 - 3  | Egitto    |
| 15 agosto | 17:45 | Spagna    | 5 - 4   | Italia    |
| 15 agosto | 21:00 | Germania  | 5 - 4   | Grecia    |
| 17 agosto | 09:30 | Italia    | 8 - 4   | Australia |
| 17 agosto | 10:45 | Germania  | 13 - 3  | Egitto    |
| 17 agosto | 21:00 | Grecia    | 8 - 5   | Spagna    |
| 19 agosto | 16:30 | Spagna    | 8 - 4   | Australia |
| 19 agosto | 17:45 | Italia    | 10 - 5  | Germania  |
| 19 agosto | 21:00 | Grecia    | 15 - 4  | Egitto    |
| 21 agosto | 10:45 | Italia    | 13 - 4  | Egitto    |
| 21 agosto | 16:30 | Germania  | 11 - 5  | Spagna    |
| 21 agosto | 17:45 | Grecia    | 10 - 9  | Australia |
| 23 agosto | 09:30 | Australia | 6 - 6   | Germania  |
| 23 agosto | 17:00 | Spagna    | 12 - 4  | Egitto    |
| 23 agosto | 22:15 | Grecia    | 6 - 4   | Italia    |

## Fase finale

### Tabellone
|  | Quarti di finale        | Quarti di finale    |          |        | Semifinali                | Semifinali                |  |  | Finale | Finale |
|  |                         |                     |          |        |                           |                           |  |  |        |        |
|  |                         |                     |          |        |                           |                           |  |  |        |        |
|  |                         |                     |          |        |                           |                           |  |  |        |        |
|  | A1: Ungheria            | -                   |          |        |                           |                           |  |  |        |        |
|  | A1: Ungheria            | -                   |          |        |                           |                           |  |  |        |        |
|  | ammessa in semifinale   | -                   |          |        |                           |                           |  |  |        |        |
|  | ammessa in semifinale   | -                   | Ungheria | 7      |                           |                           |  |  |        |        |
|  |                         |                     | Ungheria | 7      |                           |                           |  |  |        |        |
|  |                         | Russia              | 5        |        |                           |                           |  |  |        |        |
|  | B2: Germania            | Russia              | 5        | 5      |                           |                           |  |  |        |        |
|  | B2: Germania            |                     |          | 5      |                           |                           |  |  |        |        |
|  | A3: Russia              | 12                  |          |        |                           |                           |  |  |        |        |
|  | A3: Russia              | 12                  | Ungheria | 8      |                           |                           |  |  |        |        |
|  |                         |                     | Ungheria | 8      |                           |                           |  |  |        |        |
|  |                         | Serbia e Montenegro | 7        |        |                           |                           |  |  |        |        |
|  | B1: Grecia              | Serbia e Montenegro | 7        | -      |                           |                           |  |  |        |        |
|  | B1: Grecia              |                     |          | -      |                           |                           |  |  |        |        |
|  | ammessa in semifinale   | -                   |          |        |                           |                           |  |  |        |        |
|  | ammessa in semifinale   | -                   | Grecia   | 3      | Finale per il terzo posto | Finale per il terzo posto |  |  |        |        |
|  |                         |                     | Grecia   | 3      | Finale per il terzo posto | Finale per il terzo posto |  |  |        |        |
|  |                         | Serbia e Montenegro | 7        |        |                           |                           |  |  |        |        |
|  | A2: Serbia e Montenegro | Serbia e Montenegro | 7        | 7      | Russia                    | 6                         |  |  |        |        |
|  | A2: Serbia e Montenegro |                     |          | 7      | Russia                    | 6                         |  |  |        |        |
|  | B3: Spagna              | 5                   |          | Grecia | 5                         |                           |  |  |        |        |
|  | B3: Spagna              | 5                   |          |        | 5                         |                           |  |  |        |        |
|  |                         |                     |          |        |                           |                           |  |  |        |        |
|  |                         |                     |          |        |                           |                           |  |  |        |        |

### Quarti di finale

#### 1º - 6º posto
| Arbitri: | Petronilli (ITA) Bookelman (NED) |

|                |           |                                  |
| 1: 5 giocatori | Marcatori | 3: Eryšov, Chomakhidze , Zakirov |

| Arbitri: | Tulga (TUR) Chaney (USA) |

|          |           |                |
| 3: Sapic | Marcatori | 1: 5 giocatori |

#### 7º - 12º posto
| Arbitri: | Matache (ROU) Patelli (BRA) |

|                     |           |         |
| 2: Figlioli, Thomas | Marcatori | 2: Elke |

| Arbitri: | Haotian (CHN) Pinker (RSA) |

|          |           |         |
| 3: Buric | Marcatori | 1: Rezk |

### Semifinali

#### 1º - 4º posto
| Arbitri: | Chaney (USA) Bock (GER) |

|          |           |             |
| 3: Kasas | Marcatori | 2: Garbuzov |

| Arbitri: | Petronilli (ITA) Tulga (TUR) |

|                                              |           |          |
| 1: Thodoropoulos, G.Afroudakis, C.Afroudakis | Marcatori | 2: Jokic |

#### 7º - 10º posto
| Arbitri: | Matache (ROU) Legare (CAN) |

|            |           |             |
| 3: Azevedo | Marcatori | 3: Figlioli |

| Arbitri: | Afanasjev (RUS) Koryzna (POL) |

|               |           |              |
| 3: Bencivenga | Marcatori | 3: Frankovic |

### Finali
- 11º posto

| Arbitri: | Rezek (CZE) Patelli (BRA) |

|            |           |                     |
| 7: Zaitsev | Marcatori | 2: Mashhour, Khalil |

- 9º posto

| Arbitri: | Kiszelly (HUN) Sayed (EGY) |

|              |           |           |
| 3: Frankovic | Marcatori | 5: Whalan |

- 7º posto

| Arbitri: | Afanasjev (RUS) Margeta (SLO) |

|                   |           |             |
| 3: Azevedo, Smith | Marcatori | 3: Angelini |

- 5º posto

| Arbitri: | Stavropoulos (GRE) Bookelman (NED) |

|           |           |              |
| 2: Nossek | Marcatori | 2: Hernández |

- Finale per il bronzo

| Arbitri: | Borrell (ESP) Brguljan (CRO) |

|                 |           |                 |
| 4: Tchomakhidze | Marcatori | 3: G.Afroudakis |

- Finale per l'oro

| Arbitri: | Balfanbayev (AZE) Petronilli (ITA) |

|         |           |          |
| 4: Kiss | Marcatori | 2: Sapic |

## Classifica finale
| Campione Olimpico | Campione Olimpico   | Campione Olimpico |
| --- | ------------------- | --- |
| UngheriaBenedek · Biros · Fodor · Gergely · Kásás · Kiss · Madaras · Molnár · Steinmetz A · Steinmetz B · Szécsi · Varga · Vári, CT: Dénes Kémeny |                     | |
| Argento | Serbia e Montenegro | Serbia e MontenegroĆirić · Gojković · Ikodinović · Jelenić · Jokić · Kuljača · Nikić · Šapić · Savić · Šefik · Trbojević · Udovičić · Vujasinović, CT: Nenad Manojlović                            |
| Bronzo | Russia              | RussiaBalašov · Chomakhidze · Eryšov · Fëdorov · Garbuzov · Gorškov · Kozlov · Maksimov · Rekečinskij · Stratan · Jurčik · Zakirov · Zinnurov, CT: Aleksandr Kabanov                               |
| 4 | Grecia              | GreciaC. Afroudakīs · G. Afroudakīs · Chatzitheodorou · Deligiannis · Kalakonas · Loudīs · Mazis · Reppas · Santa · Schizas · Theodōropoulos · Thomakos · Vlontakīs, CT: Sandro Campagna           |
| 5 | Germania            | GermaniaDierolf • Kieloch • Kreuzmann • Mackeben • Nossek • Pohlmann • Politze • Schertwitis • Schroedter • Čigir' • Weissinger • Wollthan • Zellmer, CT: Hagen Stamm                              |
| 6 | Spagna              | SpagnaRollán · Andreo · Pedrerol · Marcos · Molina · García · Hernández · Moro I · Ballart · Gómez · Pérez · Sánchez · Moro D, CT: Juan Jané Giralt                                                |
| 7 | Stati Uniti         | Stati UnitiAmr · Azevedo · Bailey · Beaubien · Brooks · Kerr · Klatt · Ormsby · Powers · Segesman · Smith · Wigo · Wright, CT: Ratko Rudić                                                         |
| 8 | Italia              | Italia1 Tempesti, 2 Postiglione, 3 Binchi, 4 Buonocore, 5 Gerini, 6 R. Calcaterra, 7 Fiorentini, 8 Angelini, 9 Felugo, 10 A. Calcaterra, 11 Rath, 12 Silipo, 13 Bencivenga, CT: Paolo De Crescenzo |
| 9 | Australia           | Australia1 Stanton, 2 Semmens, 3 Franklin, 4 Figlioli, 5 Miller, 6 Jenkins, 7 Neesham, 8 McGregor, 9 Whalan, 10 Woods, 11 Osadchuk, 12 Thomas, 13 Sterk, CT: Šagaev                                |
| 10 | Croazia             | Croazia1 Vićan, 2 Burić, 3 Vranješ, 4 Šimenc, 5 Volarević, 6 Štritof, 7 Smodlaka, 8 Premuš, 9 Franković, 10 Barać, 11 Hinić, 12 Fatović, 13 Kobešćak, CT: Zoran Roje                               |
| 11 | Kazakistan          | KazakistanDrozdov · Gaydukov · Gorovoy · Polukhin · Sevostyanov · Shidlovsky · Shvedov · Smolovoy · Elke · Zagoruyko · Zaytsev · Zhilyayev, CT: Askar Orazalinov                                   |
| 12 | Egitto              | EgittoHady • Mohsen • Ahmed • Badr • El-Helw • El-Sammany • Gamal-el-Din • Khalil • Mashhour • Mohamed • Rezk • Sultan • Zaher, CT: Adel Shamala                                                   |

## Classifica marcatori
|  | Gol | Marcatore            | Squadra             |
|  | --- | -------------------- | ------------------- |
|  | 18  | Aleksandar Šapić     | Serbia e Montenegro |
|  | 15  | Tony Azevedo         | Stati Uniti         |
|  | 15  | Revaz Chomakhidze    | Russia              |
|  | 14  | Tamás Kásás          | Ungheria            |
|  | 14  | Gergely Kiss         | Ungheria            |
|  | 14  | Thomas Whalan        | Australia           |
|  | 13  | Nikola Franković     | Croazia             |
|  | 13  | Heiko Nossek         | Germania            |
|  | 13  | Marc Torsten Politze | Germania            |
|  | 11  | Alberto Angelini     | Italia              |
|  | 11  | Elvis Fatović        | Croazia             |
|  | 11  | Ratko Štritof        | Croazia             |
|  | 11  | Ivan Zaitsev         | Kazakistan          |
|  | 10  | Aleksandr Eryšov     | Russia              |
|  | 10  | Gabriel Hernández    | Spagna              |
|  | 10  | Ioannis Thomakos     | Grecia              |
|  | 9   | Georgios Afroudakis  | Grecia              |
|  | 9   | Jesse Smith          | Stati Uniti         |
|  | 9   | Yevgeniy Zhilyayev   | Kazakistan          |
|  | 8   | 6 giocatori          |                     |
|  | 7   | 9 giocatori          |                     |
|  | 6   | 6 giocatori          |                     |
|  | 5   | 9 giocatori          |                     |
|  | 4   | 18 giocatori         |                     |
|  | 3   | 18 giocatori         |                     |
|  | 2   | 19 giocatori         |                     |
|  | 1   | 21 giocatori         |                     |
|  |     |                      |                     |

## Fonti
- (EN)  Comitato Organizzatore, Official report of the XXVIII Olympiad. Official results book: Water Polo (la84foundation.org)